# Bagremova muha šiškarica
Obolodiplosis robiniae, vrsta štetne muhe iz porodice Cecidomyiidae (mušice šiškarice). Rasprostranjena je po sjeveroistoku Sjedinjenih Država (New York, Connecticut, Massachusetts), a u Europi i Hrvatskoj je nova invazivna vrsta koja tvara prepoznatljive šiške na bagremovom lišću.
Jedina je vrsta u svome rodu.

## Vanjske poveznice
|  | Zajednički poslužitelj ima još gradiva o temi Obolodiplosis robiniae |
|  | Wikivrste imaju podatke o taksonu Obolodiplosis robiniae             |